# Terence McKenna

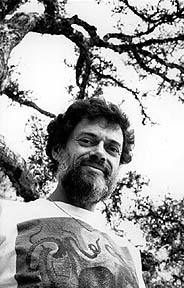
Terence McKenna

Terence McKenna (* 16. November 1946 in Paonia, Colorado; † 3. April 2000 in San Rafael, Kalifornien) war ein US-amerikanischer Sprachwissenschaftler, Autor, Biologe, Bewusstseinsforscher und Wegbereiter der Ethnopharmakologie. Einer der Schwerpunkte seiner Forschungsarbeit war die Erforschung schamanischer Techniken. Er veröffentlichte etliche Bücher vor allem über Bewusstseinserweiterung, verschiedene pflanzliche Drogen sowie psychoaktive Pilze, insbesondere über die Pilze Amanita muscaria (Fliegenpilz), Psilocybe cubensis und andere Psilocybe.

## Leben und Wirken
Im Rahmen seiner Forschungen verbrachte er viel Zeit im südamerikanischen Regenwald und sammelte dort Erfahrung mit vielen schamanischen Techniken und bewusstseinsverändernden Pflanzen.
Das Computerprogramm „TimeWaveZero“, das auf der King-Wen-Sequenz des chinesischen I Ging basiert, wurde von ihm mitentwickelt und bildet die mathematische Grundlage für seine Novelty-Theorie. Dieser Theorie zufolge stellt diese Sequenz den Verlauf des Aufkommens von Neuem („Novelty“) über die Jahrhunderte dar. Bekannt wurde McKenna außerdem durch seine sogenannte Stoned Ape-Theorie. Hierbei soll der psychoaktive Pilz Psilocybe cubensis maßgeblich daran beteiligt gewesen sein, die Entwicklung des Menschen vom Homo erectus zu Homo sapiens gefördert zu haben. Laut seiner Theorie war die Aufnahme dieses Pilzes mit der Nahrung dafür verantwortlich
McKenna ist für seine besonders klare und poetische Artikulation seiner Vorträge bekannt. In vereinzelten Vorträgen empfing McKenna auch stehende Ovationen, so wie im 1990 gehaltenen Vortrag „Opening the Doors Of Creativity“.
Nach mehreren Monaten medizinischer Behandlung erlag McKenna am 3. April 2000 einem bösartigen Gehirntumor. Er starb im Kreise seiner Angehörigen. McKenna wurde 53 Jahre alt und hinterließ seinen Sohn Finn sowie Tochter Klea.

## Schriften
- mit Dennis McKenna: The Invisible Landscape. Mind, Hallucinogens and the I Ching. Seabury Press, New York NY 1975, ISBN 0-8164-9249-2 (Neuauflage 1993).
- mit Dennis McKenna (unter den Pseudonymen O. T. Oss, O. N. Oeric): Psilocybin. Magic Mushroom Grower’s Guide. A Handbook for Psilocybin Enthusiasts. And/Or Press, Berkeley CA 1976, ISBN 0-915904-13-6.
- mit Ralph Abraham und Rupert Sheldrake: Trialogues on the Edge of the West. Chaos, Creativity, and the Resacralization of the World. Bear & Co., Santa Fe NM 1992, ISBN 0-939680-97-1.
- The Archaic Revival. Speculations on Psychedelic Mushrooms, the Amazon, Virtual Reality, UFOs, Evolution, Shamanism, the Rebirth of the Goddess, and the End of History. HarperSanFrancisco, New York NY 1991, ISBN 0-06-250613-7.
- Food of the Gods. The Search for the original Tree of Knowledge. A radical History of Plants, Drugs and Human Evolution. Rider, London u. a. 1992, ISBN 0-7126-5445-3 (deutsch: Die Speisen der Götter. Die Suche nach dem ursprünglichen Baum der Weisheit. Pieper’s MedienXperimente, Lörbach 1992, ISBN 3-930442-17-5).
- mit Timothy C. Ely: Synesthesia. Granary Books, New York City NY 1992.
- True Hallucinations. Being an Account of the Author's extraordinary Adventures in the Devil’s Paradise. HarperSanFrancisco, San Francisco CA 1993, ISBN  (deutsch: Wahre Halluzinationen. Sphinx, Basel 1989, ISBN 3-85914-225-9).
- Plan – Pflanze – Planet (= Der grüne Zweig. 135). Pieper’s MedienXperimente, Lörbach 1994, ISBN 3-925817-35-2).

Spoken Word (Hier gibt McKenna seine Thesen mit elektronischer Musik unterlegt wieder):
- The Shamen: Re:Evolution, Song zu finden auf Boss Drum (LP: 1992)
- Spacetime Continuum feat. Terence McKenna: Alien Dreamtime (LP: 1994)
- The Winterking Ein Vortrag – ohne Musik – über Kurfürst Friedrich V. (Der Grüne Zweig 259 CD: 2008, The Grüne Kraft, Löhrbach)